# Skarpabborrtjärnen (Gåxsjö socken, Jämtland, 707129-146381)
Skarpabborrtjärnen är en sjö i Strömsunds kommun i Jämtland och ingår i Indalsälvens huvudavrinningsområde.